# Фішбукінг
Фішбукінг (англ. Fish-booking) — процес попереднього замовлення на доставку свіжозловлених риби, ракоподібних та молюсків океанського, морського чи річкового походження від представників рибальського промислу за допомогою спеціалізованого сервісного агрегатора або безпосередньо. Фішбукінг дотримується концепції zero waste, спрямованої на скорочення продукування відходів.
Попереднє замовлення риби через fish-booking дає можливість споживачам «забронювати» точну кількість продукту, який вони мають намір спожити безпосередньо у межах місця здійснення замовлення. Подібні послуги популярні в країнах зі власним виходом до моря чи океану і відносно невеликими відстанями доставки. Розвиваються також сервіси, які забезпечують швидку доставку свіжої риби на великі відстані, що вимагають авіаперевезення. Крім того, широкого поширення набувають так звані «абонементні послуги» доставки риби з певною регулярністю, що також дозволяють планувати вилов і забезпечувати раціональне використання природних ресурсів.

## Зменшення втрат виловленої риби
Відповідно до звіту про стан світового рибальства та аквакультури у 2020 році, опублікованого Продовольчою та сільськогосподарською організацією ООН, 35 % світового врожаю, виловленого або вирощеного для потреб споживачів, втрачається природно або під час транспортування та переробки, або як залишки на гуртовому складі та в роздрібних магазинах. Це склало близько 62 млн тонн від загального виробництва рибного господарства та аквакультури (179 млн тонн) у 2018 році. Крім того, риба та рибні продукти першими викидаються з холодильника кінцевими споживачами, якщо вони зіпсуються. Це додаткові втрати від 5 % (Китай) до 30 % (США) у різних регіонах світу на рівні споживачів.
Резервування риби допомагає усунути ці непотрібні втрати завдяки прямим контрактам з представниками рибальського промислу і заздалегідь спланованим замовленням. Приклади компаній, що працюють за принципом fish-booking (доставка попередньо замовленої риби безпосередньо з судна споживачеві) в межах однієї країни: Cameron's Seafood Market, США, The Cornish Fishmonger та Just Caught, Великобританія, Poiscaille, Франція, Seadora в Україні тощо.

## Етапи фішбукінгу

### Для споживача
- Замовник обирає рибу/морепродукти з вибору на сайті компанії-агрегатора або в особистому додатку рибалки чи групи рибалок (за країною, датою наступного вилову тощо);
- За два-три дні після дати збору врожаю (вилов) споживач отримує пряму доставку замовленої риби.

### Для компанії-агрегатора
- Компанія-агрегатор збирає замовлення від споживачів і формує гуртове замовлення на вилов, відправляючи його конкретному рибалці чи риболовництву;
- Рибалка/риболовство планує вилов і виловлює необхідну кількість відповідно до замовлення агрегатора (фактично замовлення конкретних кінцевих споживачів);
- Рибалка/риболовство доставляє вилов представнику компанії-агрегатора. Придбання риби на рибних ринках у портах не вважається фішбукінгом, оскільки риба була видобута без попереднього замовлення від споживачів;
- Компанія-агрегатор організовує логістичний ланцюг доставки (включно з розмитненням) риби від рибалки/риболовства до складу в країні дистрибуції, де розподіляється та сортується оптове замовлення;
- Кур'єр компанії-агрегатора доставляє напередоплачені замовлення безпосередньо споживачам.

## Технологічні перспективи фішбукінгу
- Компанії-агрегатори надають можливість відстежувати рибу в режимі реального часу від моменту вилову до доставки за допомогою додатків і смарт-тегів[невідомий термін] на кожній рибі;
- У світі вже доступні передплатні послуги для регулярних (щомісячних, щотижневих) поставок риби певних або різних типів від одного чи різних рибалок, наприклад, французький «Poiscaille», «MyFishman» у Малайзії[11], «Fish Box» у Великій Британії[12], «Seadora» в Україні[13] тощо).
- Розвиваються сервіси спільних закупівель, які дозволяють жителям однієї громади або району купувати рибу дешевше за рахунок більших обсягів («Buyers Club of Lummi Island Wild» у США[14]);
- Набирає популярності захист шляху доставки від судна до споживача за допомогою технології блокчейн. Цифрову інформацію про пересування риби неможливо сфальсифікувати на жодному етапі. Зокрема, таку технологію впроваджує австралійська компанія «Two Hands» для постачальників омарів[15].